# Wilchiwci (obwód iwanofrankiwski)
Wilchiwci (ukr. Вільхівці; do 1993 roku Olchowiec) – wieś na Ukrainie w obwodzie iwanofrankiwskim, w rejonie horodeńskim.